# Jordanien i olympiska sommarspelen 1984
Jordanien deltog i de olympiska sommarspelen 1984 med en trupp bestående av 13 deltagare, men ingen av landets deltagare erövrade någon medalj.

## Friidrott
Herrarnas 800 meter
- Muteb Alfawair
  - 1:49

Herrarnas 1 500 meter
- Muteb Alfawair
  - 3:50

Herrarnas 5 000 meter
- Basil Kilani
  - Heat — 15:20,58 (→ gick inte vidare)

Herrarnas 10 000 meter
- Basil Kilani
  - Heat — 30:43,54 (→ gick inte vidare, 37:e plats)

Herrarnas maraton
- Ismail Mahmoud
  - Final — 2:33:30 (→ 64:e plats)

Herrarnas 20 kilometer gång
- Amjad Tawalbeh
  - Final — 1:49:35 (→ 38:e och sista plats)

Damernas 3 000 meter
- Raida Abdallah
  - Heat — 10,48,00 (→ gick inte vidare, 28:e plats)

## Fäktning
Herrarnas florett
- Ayman Jumean